# 木村幸三郎
木村 幸三郎（きむら こうざぶろう、1983年（昭和58年）5月8日 - ）は、大相撲の十両格行司である。本名は宮坂 亮輔（みやさか りょうすけ）。中村部屋→八角部屋所属。血液型はB型。

## 人物
長野県茅野市出身。2001年11月場所で中村部屋から木村亮輔の名で初土俵を踏む。2011年1月場所幕下格に昇進。2012年12月に所属する中村部屋が閉鎖することにより八角部屋に移籍。2023年1月場所十枚目格に昇進し、木村幸三郎に改名した。

## 履歴
- 2001年11月場所 - 初土俵：木村亮輔。
- 2002年1月場所 - 序ノ口格として番付に初掲載。
- 2004年1月場所 - 序二段格昇進。
- 2007年1月場所 - 三段目格昇進。
- 2011年1月場所 - 幕下格昇進。
- 2023年1月場所 - 十枚目格昇進。木村幸三郎に改名。